# Triparma
Genre
Synonymes
 *Bolidomonas L.Guillou & Chrét.-Dinet, 1999
Triparma est un genre d’algues unicellulaires de la famille des Triparmaceae dans la classe des Bolidophyceae . 

## Synonyme
Ce genre a pour synonyme : Bolidomonas L.Guillou & Chrét.-Dinet, 1999.

## Liste d'espèces
Selon AlgaeBase (17 septembre 2017) :
- Triparma columacea B.C.Booth (espèce type)
- Triparma eleuthera Ichinomiya & Lopes dos Santos
- Triparma laevis B.C.Booth
- Triparma mediterranea (Guillou & Chrétiennot-Dinet) Ichinomiya & Lopes dos Santos
- Triparma pacifica (Guillou & Chrétiennot-Dinet) Ichinomiya & Lopes dos Santos
- Triparma retinervis B.C.Booth
- Triparma strigata B.C.Booth
- Triparma verrucosa B.C.Booth

Selon World Register of Marine Species (17 septembre 2017) :
- Bolidomonas mediterranea L.Guillou & M.-J.Chrétiennot-Dinet, 1999
- Bolidomonas pacifica L.Guillou & M.-J.Chrétiennot-Dinet, 1999

Selon World Register of Marine Species (17 septembre 2017) :
- Triparma columacea B.C.Booth, 1987
- Triparma laevis B.C.Booth, 1987
- Triparma retinervis B.C.Booth, 1987
- Triparma strigata B.C.Booth, 1987
- Triparma verrucosa B.C.Booth, 1987